# Wladimir Iwanowitsch Wikulow
Wladimir Iwanowitsch Wikulow (russisch Владимир Иванович Викулов; * 20. Juli 1946 in Moskau; † 9. August 2013 ebenda) war ein sowjetisch-russischer Eishockeyspieler, der zwei Goldmedaillen bei Olympischen Winterspielen gewann, siebenmal Weltmeister wurde und mit dem ZSKA Moskau zehnmal die  sowjetische Meisterschaft gewann.

## Karriere

### Beim ZSKA (1964–1979)
Wladimir Wikulow begann seine Karriere erst im Alter von 15 Jahren in der Eishockeyschule des ZSKA Moskau, kompensierte diesen späten Einstieg in den Sport jedoch durch ein herausragendes Talent. Schon nach drei Jahren in der ZSKA-Sportschule wurde er vom Trainer der Herrenmannschaft, Anatoli Tarassow, in diese geholt und absolvierte seine ersten Einsätze in der damaligen Klass A. Wikulow zeichnete sich vor allem durch seine hohe Passgenauigkeit auch bei hohem Skating-Tempo, einen präzisen Schuss sowie eine hohe Beweglichkeit aus, was ihm in Juniorenzeiten den Spitznamen Slalom einbrachte.
Beim ZSKA formierte Wikulow über viele Jahre eine Angriffsreihe mit Anatoli Firsow und Wiktor Polupanow. Später wurde er in die Formation mit Alexander Ragulin, Gennadi Zygankow, Anatoli Firsow und Waleri Charlamow integriert, die auch als 5er-Reihe mit zwei Mittelfeldspielern bezeichnet wurde. Zum Ende seiner Karriere spielte Wikulow mit Wiktor Schluktow und Boris Alexandrow in einer Sturmreihe, die damals ihre Karriere erst begannen.
In 15 Spieljahren mit dem ZSKA gewann Wikulow zehnmal die sowjetische Meisterschaft, viermal den sowjetischen Pokalwettbewerb (1966–1969) sowie sieben Mal den Europapokal (1969–1974, 1976). Dabei wurde 1972 bester Torschütze der sowjetischen Liga und dreimal (1970 bis 1971) in das All-Star-Team der Liga gewählt. 1979 absolvierte er parallel ein paar Partien für den SKA Leningrad, ehe er seine Karriere beendete.
Insgesamt erzielte er 283 Tore in 526 Spielen in der höchsten sowjetischen Spielklasse. 1967 wurde er als Verdienter Meister des Sports der UdSSR ausgezeichnet, 1972 erhielt er das Ehrenzeichen der Sowjetunion sowie die Medaille „Für heldenmütige Arbeit“. Am 9. August 2013 verstarb Wikulow im Alter von 67 Jahren in Moskau.

### International
Am 5. Dezember 1965 stand er in einem Spiel gegen Schweden zum ersten Mal für die sowjetische Nationalmannschaft auf dem Eis. Seine internationale Karriere wurde mit den Goldmedaillen bei den Olympischen Winterspielen 1968 und 1972 gekrönt. Für die Nationalmannschaft erzielte er 109 Tore in 195 Länderspielen. Bei den Eishockey-Weltmeisterschaften wurde er insgesamt sieben Mal mit seiner Mannschaft Weltmeister (1966–1971, 1975). Darüber hinaus nahm er sowohl an der Summit Series 1972 wie auch der Summit Series 1974 teil. Am 20. Dezember 1977 bestritt er sein letztes Länderspiel.

## Erfolge und Auszeichnungen

### International
| - 1966 Goldmedaille bei der Weltmeisterschaft - 1967 Goldmedaille bei der Weltmeisterschaft - 1968 Goldmedaille bei den Olympischen Winterspielen Goldmedaille bei der Weltmeisterschaft - 1969 Goldmedaille bei der Weltmeisterschaft - 1970 Goldmedaille bei der Weltmeisterschaft | - 1971 Goldmedaille bei der Weltmeisterschaft - 1971 All-Star-Team der Weltmeisterschaft - 1972 Goldmedaille bei den Olympischen Winterspielen - 1972 Silbermedaille bei der Weltmeisterschaft - 1972 Bester Torschütze und All-Star-Team der Weltmeisterschaft - 1975 Goldmedaille bei der Weltmeisterschaft |

### ZSKA Moskau
| - zehnfacher Sowjetischer Meister: 1966, 1968, 1970–1973, 1975, 1977–1979 - 1970 All-Star-Team der Klass A - 1971 All-Star-Team der Wysschaja Liga - 1972 Bester Torschütze und All-Star-Team der Wysschaja Liga - 1972 Beste Angriffslinie („Tri Bombardira“: W. Wikulow – Anatoli Firsow – Waleri Charlamow) | - siebenfacher Europapokalsieger: 1969–1974, 1976 - vierfacher Sowjetischer Pokalsieger: 1966–1969 |

### Orden
- Medaille „Für heldenmütige Arbeit“
- 1967 Verdienter Meister des Sports der UdSSR
- 1972 Ehrenzeichen der Sowjetunion

## Karrierestatistik

### International
(Legende zur Spielerstatistik: Sp oder GP = absolvierte Spiele; T oder G = erzielte Tore; V oder A = erzielte Assists; Pkt oder Pts = erzielte Scorerpunkte; SM oder PIM = erhaltene Strafminuten; +/− = Plus/Minus-Bilanz; PP = erzielte Überzahltore; SH = erzielte Unterzahltore; GW = erzielte Siegtore; 1 Play-downs/Relegation; Kursiv: Statistik nicht vollständig)